# Trichocylliba hirticoma
Trichocylliba hirticoma es una especie de arácnido del orden Mesostigmata de la familia Uropodidae.

## Distribución geográfica
Se encuentra en Estados Unidos.